# 1052
1052. је била проста година.

## Догађаји
- Википедија:Непознат датум — Владавина арапске династије Абадида у Севиљи у данашњој Шпанији (од 1023. до 1091).

- Женидба Тостига са Јудитом, најмлађом ћерком Балдуина Фландријског. Повратак Годвина и његових синова у Енглеску. Тостиг постаје гроф од Нортумбрије.
- Неуспешна немачка кампања против Угарске.
- Бујидски емир од ал-Умаре, Хозрој Фируз, одбија налет Селџука.
- 4. октобар - Изјаслав Јарославович постаје кнез Новгорода

## Рођења
- 23. мај — Филип I Француски, француски краљ (†1108)

### Децембар
- Википедија:Непознат датум — Ремон Тулуски, крсташ (†1105)